# Małe Seminarium Duchowne PNKK w Sulminie
Małe Seminarium Duchowne Polskiego Narodowego Kościoła Katolickiego w Sulminie – działająca w latach 1949–1950 na terenie Sulmina prywatna szkoła średnia należąca do diecezji polskiej Polskiego Narodowego Kościoła Katolickiego (PNKK).
Inicjatywę utworzenia Małego Seminarium Duchownego wysunął ks. Edward Narbutt-Narbuttowicz na Ogólnopolskim Zjeździe Kapłanów PNKK odbywającym się w dniach 11-12 lutego 1946 r. w Warszawie. Małe Seminarium Duchowne rozpoczęło działalność 1 września 1949 r. mając za siedzibę budynki znajdujące się w Sulminie, w powiecie gdańskim. Główny celem zakładu było „kształcenie i wychowywanie młodzieńców duchu ideologii PNNK”, których zamierzano „przygotować do zdania małej matury, by następnie skierować ich do Seminarium Duchownego PNKK w Krakowie”. Kandydaci musieli mieć co najmniej 16 lat oraz ukończoną szkołę podstawową. Rodzice kandydata musieli zadeklarować, że będą zapewniali swojemu dziecko obuwie, bieliznę i ubranie oraz będą wpłacać 1500 zł miesięcznie na rzecz Seminarium. Seminarium to funkcjonowało tylko jeden rok szkolny.